# Toi et Moi (album)
Toi et Moi è un album discografico del cantante e attore italiano Johnny Dorelli e della cantante ed attrice Catherine Spaak, pubblicato nel 1974 dalla CGD.

## Descrizione
Nel 1974 la coppia incide un album ambizioso e sperimentale, poesie in musica del commediografo e poeta francese Paul Géraldy tratte dal volume omonimo pubblicato in Italia da Mondadori. L'album nato da un'idea di Roberto Livraghi, che è anche l'adattatore dei testi in italiano, è arrangiato dall'orchestra di Gianni Ferrio.

## Edizioni
L'album è stato pubblicato in Italia nel 1974 dall'etichetta CGD, con numero di catalogo CGD 69060 in musicassetta ed LP ed è tra i più rari e quotati tra i collezionisti per gli interpreti in quanto mai ristampato su CD o LP e attualmente non è disponibile ne in digitale ne per lo streaming.

## Tracce
1. Introduzione
2. Entra ecco la camera
3. Confessione
4. Dualismo
5. Meditazione
6. Mea culpa
7. Meditazione 2
8. Post scrptum
9. Saggezza
10. Abitudine
11. Finale